# Pokémon Day

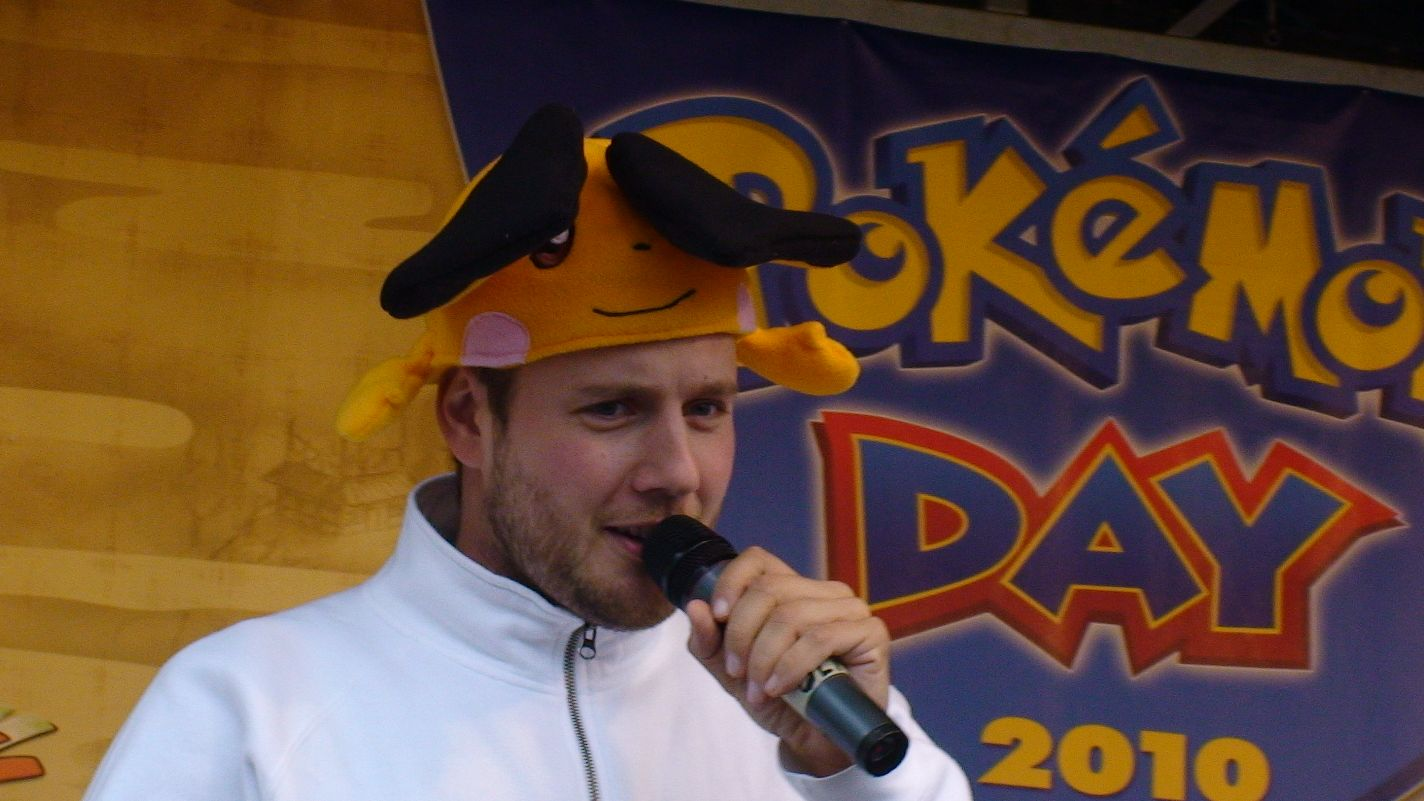
Oli P. moderiert den Pokémon Day 2010 in München.

Der Pokémon Day war von 2004 bis 2013 ein Fantreffen für Pokémon-Spieler, das jährlich von Nintendo in Deutschland veranstaltet wurde. Seit 2016 wird unter diesem Namen der Jahrestag der Erstveröffentlichung der Spiele begangen. 

## Konzept
Neben Werbung für neue Pokémon-Produkte war der Sinn der Veranstaltung vor allem, die Spieler zusammenzuführen. Zudem verteilte Nintendo meist ein spezielles Event-Pokémon, das außerhalb der Pokémon Days nicht zu bekommen war. Das Rahmenprogramm, das seit 2009 von Oli P. moderiert wurde, bestand unter anderem aus Quizrunden und einem Cosplaywettbewerb. An manchen Veranstaltungsorten fanden sich zudem prominente Gäste ein, um Autogrammstunden zu geben, so etwa Queensberry beim Pokémon Day 2010 in Berlin.
Der Pokémon Day wurde meist im Spätsommer oder Herbst abgehalten und besuchte mehrere Großstädte für jeweils einen Tag. Dabei fanden Pokémon Days nie unter der Woche statt, sondern immer nur samstags und sonntags.

## Geschichte
Der erste Pokémon Day fand 2004 in Deutschland statt. 
Auch in anderen europäischen Ländern wurden Pokémon Days ausgerichtet, etwa 2008 in Italien.
Ab 2014 beschloss Nintendo nach zehn Jahren den Pokemon Day ausfallen zu lassen. Nintendo startete die Pokémon-Kids-Tour, bei denen den Kindern und Neulingen die Pokemon-Spiele näher gebracht werden. Auch 2015 kündigte Nintendo wieder eine Pokémon-Kids-Tour an. Diese fand von Ende Mai bis September in neun verschiedenen deutschen Städten statt. 
Ab 2016 wurde der Name Pokémon Day für den Jubiläumstag des Franchise verwendet.

## Rezeption
Der Pokémon Day wurde von den Medien positiv aufgenommen. In Zeitschriften über Animes oder Videospiele wurden regelmäßig Fotos von der Veranstaltung abgedruckt. Für viele Fans hatte der Pokémon Day den Status einer Convention. Im Jahr 2010 zog er 70.000 Besucher an.

## Der Pikachu-Bus

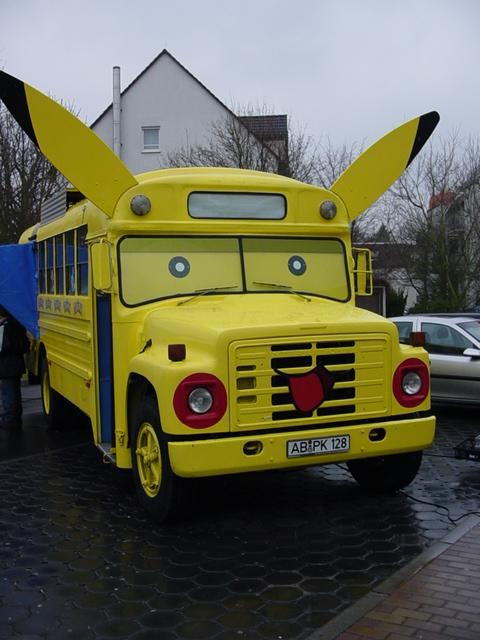
Der Pikachu-Bus, bis 2010 das Markenzeichen der Pokémon Days.

Von Beginn an und bis zum Jahr 2010 war ein gelber Bus im Pikachu-Design das Markenzeichen der Pokémon Days. In dem umgebauten US-Schulbus aus dem Jahr 1983 konnten die Besucher die neuesten Pokémon-Spiele ausprobieren und ihren Game Boy bzw. Nintendo DS aufladen.
Da der Bus zu alt wurde, entschloss sich Nintendo, ihn im Jahr 2010 für einen guten Zweck zu versteigern. Der Bus wurde bei eBay eingestellt und erzielte einen Erlös von 5.150 Euro. Den Zuschlag bekam der Besitzer von Sky Automobile bei Aachen. Auf dem Pokémon Day in München übergab Nintendo-Chef Bernd Fakesch die Schlüssel persönlich an den Gewinner.
Als Nachfolger des Busses ist seitdem ein silberner Pokémon-Airstream-Wohnwagen im Einsatz.

## Liste der verteilten Event-Pokémon
- 2004: Äon-Ticket (Zugang zu Latios oder Latias)
- 2005: Aurora-Ticket (Zugang zu Deoxys)
- 2006: Die 10 beliebtesten Pokémon
- 2007: Mew
- 2008: Darkrai
- 2009: Regigigas + (Shaymin Tour)
- 2010: Kein Event-Pokemon, jedoch Event-Download für das Spiel Dragon Quest 9
- 2011: Zoroark + (Celebi Tour)
- 2012: Pikachu (Lv. 100 + Item Kugelblitz + Attacke Volttackle)
- 2013: Schillerndes Dialga, Schillerndes Palkia oder Schillerndes Giratina

Auch außerhalb der Pokémon Days werden in unregelmäßigen Abständen Event-Pokémon verteilt. Im Frühling 2011 veranstaltete Nintendo etwa eine kleinere Download-Tour für Celebi.
Es ist aber auch gelegentlich der Fall eingetreten, dass unbekannte Hacker auf den Pokemon Days Hack-Events verteilt haben, die noch nie oder ein oder zwei Jahre zuvor verteilt worden waren. Bei solchen Eventitems handelt sich um gehackte oder selbsterstellte Wunderkarten, die man nicht herunterladen sollte, da sie den Spielstand gefährden.